# Neauphe-sur-Dive
Neauphe-sur-Dive är en kommun i departementet Orne i regionen Normandie i nordvästra Frankrike. Kommunen ligger i kantonen Trun som tillhör arrondissementet Argentan. År 2022 hade Neauphe-sur-Dive 132 invånare.

## Befolkningsutveckling
Antalet invånare i kommunen Neauphe-sur-Dive
| Referens: INSEE |